# Alegría (spectacle)
 (novembre 2022).
Pour les articles homonymes, voir Alegría.
Alegría est un spectacle de tournée du Cirque du Soleil mis en scène par Franco Dragone et dont la première a eu lieu à Montréal le 21 avril 1994. Il s’agit de la neuvième production de la compagnie qui célébrait son dixième anniversaire. Le spectacle a été présenté dans plus de 65 villes dans le monde et a été vu par plus de dix millions de spectateurs.[source secondaire souhaitée] Depuis mai 2009, il n’est plus joué sous de grands chapiteaux, mais dans des arenas. Sa dernière représentation a eu lieu le 29 décembre 2013 au Lotto Arena d'Anvers. À l'occasion des 25 ans d’Alegría, une première représentation de sa version revisitée, intitulée Alegría - in a new light, est donnée le 18 avril 2019 à Montréal.

## Équipe de conception
Pour concevoir Alegría, Guy Laliberté fondateur du cirque du soleil, décide de faire une nouvelle fois confiance à Gilles Ste-Croix et Franco Dragone pour les directions artistiques et scéniques. Les autres postes clés sont également distribués à l’équipe qui faisait partie du noyau de base des spectacles précédents : Saltimbanco et Nouvelle Expérience.
- Franco Dragone - Metteur en scène
- Guy Laliberté - Guide et chef de la direction
- René Dupéré - Compositeur et arrangeur

## Numéros
Comme pour les autres productions du Cirque du Soleil, le spectacle est formé autour d’une architecture de base comprenant une dizaine de numéros autour desquels viennent se greffer plusieurs tableaux (jeux de comédiens, ambiance musicale, changements de décors, etc.) et différents numéros de jeux clownesques. Certains numéros sont en rotation, c’est-à-dire qu’ils ne sont pas systématiquement présentés à chaque représentation. Il s’agit de numéros exécutés en général par un seul artiste qui peut également être présenté en cas d’annulation d’un autre numéro.
En raison de difficultés techniques ou rareté de certains numéros circassiens ou acrobatiques, ceux-ci ont légèrement évolué dans le temps. En 1994, la version originale d'Algeria était composée de neuf numéros principaux auxquels s'ajoutaient un numéro en rotation et différentes interventions des clowns. En comptant les séquences intermédiaires, le spectacle comptait au total quatorze tableaux.
À l'occasion des 25 ans du spectacle créé en 1994 par Franco Dragone, une tournée a lieu à Montréal, sous le Grand Chapiteau érigé au Vieux-Port d'avril à Aout 2019. Cette nouvelle version d’«Alegria» a été présentée ensuite à Gatineau

### Chants
Les mélodies d'Alegría sont interprétées par deux chanteuses qui peuvent alterner leurs positions selon les représentations.
- La Chanteuse en Blanc
  - Type de voix: Mezzo-Soprano
  - Chanteuse originale: Francesca Gagnon (Canada)
- La Chanteuse en Noir
  - Type de voix: Contralto
  - Chanteuse originale: Isabelle Corradi (Canada)

## Historique des tournées
Le spectacle a commencé sa tournée internationale de la même manière que son prédécesseur Saltimbanco en enchaînant d’avril 1994 à février 1999 trois tours en Amérique du Nord, en Asie puis en Europe. Seule différence notable, Alegría est la première création du Cirque du Soleil à être présentée à Hong Kong et Singapour.
Après un premier tombé de rideau en 1999, il est décidé de présenter le spectacle à Biloxi (Mississippi, USA) au sein de l’hôtel Beau Rivage, fraîchement inauguré. Les représentations se sont déroulées de mai 1999 à octobre 2000 dans un théâtre de 1552 places spécialement conçu pour l’occasion[réf. nécessaire].
Il fut ensuite décidé de relancer le spectacle sur les routes en commençant par une tournée Asie – Pacifique qui débuta en janvier 2001 pour se terminer en avril 2002 et où la Nouvelle-Zélande est visitée pour la première fois. Par la suite et jusqu’en avril 2009, Alegría s’est relancé dans une tournée nord-américaine (2002-2004), japonaise (2004-2005), européenne (2006-2007) et sud-américaine (2007-2008) avant d’être présenté en Corée du Sud, à Taiwan et aux Émirats arabes unis.
Depuis le 27 mai 2009, le spectacle a été remodelé pour être présenté dans les arenas nord-américaines.
Lors de ses passages à Londres en 1998, 1999, 2006 et 2007, le spectacle est présenté non pas sous Grand Chapiteau mais au sein de la salle de spectacle Royal Albert Hall. La scène est légèrement adaptée à la configuration du théâtre et 3900 personnes peuvent assister à chaque représentation.
Pour le 25ème anniversaire d'Alegria, une tournée a été organisée à Montréal, sous le grand chapiteau dans le Vieux-Port, à partir du 18 avril 2019

### Prix et distinctions
L'album Alegría est celui que le Cirque du Soleil a le plus vendu avec plus de 500 000 copies dans le monde[source secondaire souhaitée]. L'album a été certifié Disque de platine au Canada[source secondaire souhaitée].
Au gala de l'ADISQ de 1995, Alegría a obtenu les prix Félix "Preneur de son de l'année" (Rob Heany) et Réalisateur de disque de l'année (Robbi Finkel et René Dupéré). Il était également nommé dans une troisième catégorie: Arrangeur de l'année. De son côté, René Dupéré avait été nommé pour le prix d'Auteur compositeur de l'année. L'album a par ailleurs été nommé la même année pour un Grammy Awards dans la catégorie Best Instrumental Arrangement with Accompanying Vocal(s) et est resté 65 semaines au sein du classement du magazine américain Billboard dans la catégorie Musiques du monde.
En 1996, Alegría fut nommé pour deux prix Juno comme Best Global Album et comme Recording Engineer of the Year (Rob Heany).

### Alegría Live at Fairfax
Un double album live du spectacle, enregistré à Fairfax en 1995, a été produit exclusivement et en quantités limitées pour les employés du Cirque du Soleil à l'occasion des festivités de Noël. Il contient au total 31 titres. Cet album, considéré comme collector par de nombreux collectionneurs[source secondaire souhaitée].

## Audiovisuel
Alegría a été filmé sous le grand chapiteau à Sydney entre mai et août 2001. La production sort sur le marché nord-américain (région 1) le 19 novembre 2001 sous deux formats (DVD et VHS). Il faudra attendre respectivement 2003 et 2004 pour voir les sorties des DVD en région 2 et 4.
Une édition double DVD a également été produite en France (zone 2) par TF1 Production en décembre 2002.
Un autre DVD a été lancé en 2004 lors de la tournée japonaise exclusivement pour ce marché. Intitulé Alegría 2 Evolution, il n'a été vendu que lors des représentations et est introuvable dans le commerce. Il contenait principalement des interviews d'artistes et reportages sur les coulisses du spectacle.

## Alegría, le film
Cette histoire d’amour a été tournée à Amsterdam et à Berlin en 1997. La musique du film est de Benoît Jutras. Elle reprend les mêmes inspirations que le spectacle. Certains titres de René Dupéré ont été repris voire réarrangés comme « Alegría » (la chanson cette fois-ci).